# 連合軍軍政期 (ドイツ)

ドイツ
Deutschland (ドイツ語)
Germany (英語)
Allemagne (フランス語)
Герма́ния (ロシア語)

国歌: 
ソ連占領地域
アメリカ占領地域
イギリス占領地域

フランス占領地域
 
ポーランド割譲地域

地域歌: 
「Trizonesien-Song」
"トライゾネシアの歌"
　分割占領されたドイツの地図

ベルリン市の連合国各国の占領域

ドイツの連合軍軍政期（れんごうぐんぐんせいき、ドイツ語: Alliierte Besetzung Deutschlands、英語: Allied-occupied Germany）は、ドイツの歴史において、第二次世界大戦後の1945年6月5日から、ドイツ民主共和国（東ドイツ）・ドイツ連邦共和国（西ドイツ）が相次いで成立する1949年までの間、連合国4か国軍による占領統治が行われていた時代である。1945年から1990年まで続いた分断時代の前半部（4か国の分割占領状態）に当たる。
同時期に連合国の占領下にあったオーストリアと異なり、ドイツはベルリン宣言によって中央政府が存在しなくなった。その為、冷戦が激化する中で「ナチス・ドイツに代わるドイツ中央政府」を構築する過程が必要となり、中央政府を樹立できないまま分断国家として主権を回復する事態を迎えた。

## 概要
ナチス・ドイツが第二次世界大戦で敗北に瀕すると、連合国4か国軍はそれぞれの占領地域において軍政を施行していた。ドイツ軍の降伏後の6月5日、アメリカ合衆国、イギリス、フランス、ソビエト連邦は、事前の合意に基づいてドイツの中央政府を否認し、オーデル・ナイセ線の西でドイツを4つに分割占領し、連合国管理理事会によって統括する体制を開始した。
この体制は1949年までの4年間続いたが、次第に西側連合国とソ連の関係が悪化し、それぞれの占領地域にドイツ連邦共和国・ドイツ民主共和国が独立することで終焉を迎えた。

## 経緯

### 占領政策の討議
連合国のドイツ占領統治に関する討議が本格化したのは1943年12月のテヘラン会談以降であった。1943年のモスクワ会談で合意していた欧州諮問委員会の設置がテヘラン会談で決定され、この委員会が占領政策の検討を行うこととなった。諮問委員会は米・英・ソが参加する連合国管理理事会の統括による占領統治を行うことを勧告され、1944年9月12日のロンドン会議で米・英・ソ三国による占領統治が決定された。1945年1月のヤルタ会談では米・英・ソにフランスを加えた四カ国で占領地域を分担すること、全ドイツに関する決定は四カ国軍司令官が共同で参加する管理理事会が行うが、個別の占領地域においては担当国の軍司令官が単独で決定が行えることとなった。またオーデル・ナイセ線以東はポーランド共和国の統治下と決定した。連合国軍は占領した地で新たな州（ラント）の自治政府を建設し、それぞれの占領地域で占領行政は個々に開始されていた。

### 占領統治開始
フレンスブルク政府はドイツの敗戦処理政府として存続することを望んだが、5月20日にソ連が彼らを政府として承認しない姿勢を明確にし、他の連合国も追随した。このため5月23日にフレンスブルク政府の閣僚は連合国に逮捕され、ドイツには政府が存在しない状態となった。6月5日、ベルリンにおいて米・英・ソ・仏の軍事司令官は、中央政府の不在と軍政開始を宣言するベルリン宣言を発表し、7月5日に占領統治の統括機関として連合国管理理事会を設置した。連合国は8月2日のポツダム会談でベルリン宣言を確認し、欧州諮問委員会にかわって四カ国外相が討議する外相理事会を設置することにした。更に占領政策の基本方針として「ドイツ管理機構に関する協定」（ポツダム協定）を策定し、「占領下のドイツは一つの経済単位として扱う」ことを決定した。しかし折からの冷戦勃発の影響で、統一的なドイツ統治は実行されず、協議を行う外相理事会も失敗を重ねた。各占領区域の軍政当局は、住民、地方と州政府に対して、それぞれ異なった政策を行った。

### 西側とソ連の対立
アメリカ政府は戦時中、ドイツの軍備および工業を解体してドイツを農業国へと変えるという懲罰的なモーゲンソー・プランを立案していた。これはアメリカ政府内や連合国間で賛否両論をよんだが、占領後のアメリカ占領軍軍政の方針に影響を与えた。特に、1945年5月10日にトルーマン大統領が署名を行った「JCS1067」（統合参謀本部命令1067号）は、アメリカ占領当局はドイツ国民に対する経済支援や再建支援を一切行わないという内容の指令であった。またアメリカを含む連合国は占領当初、ドイツの工業生産の規模に上限をあてはめ、工業設備の解体に力を入れていた。これらにより占領下のドイツには貧困が蔓延し、占領当局に対するデモが起こったほか、占領当局もドイツが工業生産を再開することがヨーロッパ再建の助けになることを次第に認識するようになっていった。1947年にはJCS1067は撤廃され、アメリカ政府はヨーロッパおよびドイツ復興のための新たな政策を模索し始めた。
1948年、アメリカのジョージ・マーシャル国務長官はヨーロッパの経済再建のため「マーシャル・プラン」を策定し、ヨーロッパ諸国への援助を行うこととなった。この計画の援助先にドイツも含まれていたが、ドイツの受け入れ体制を整える必要があった。このため1947年1月1日には米・英・仏三国占領地域の経済統合が行われ、さらに占領地域自体の統合管理も行われることとなった。1948年2月5日、まず最初にイギリス占領地域とアメリカ占領地域を統合してバイゾーンが形成され、2月23日にはフランス占領地域の統合（トライゾーンの形成）も発表された。さらに英仏とベネルクス三国、そして西側占領地域の代表による経済連携が強化される動きが強まった。ソ連はこの動きがポツダム協定違反であると反発し、自らの占領区域の通行規制を強化した。これらの対立によって3月28日には連合国管理理事会が事実上解散された。
6月、アメリカは西側占領区域において新ドイツマルクを導入することを決定し、西側占領区域で次々に切り替えが行われていった。この通貨改革に反発したソ連は、6月9日にソ連軍司令官はいかなる四カ国委員会にも参加しないと発表し、6月18日から西側占領区域の西ベルリンに対する交通封鎖を決行した（ベルリン封鎖）。さらに東側占領区域において独自の通貨改革を行い（東ドイツマルク）、四カ国の決裂は決定的なものとなった。ベルリンの封鎖は1949年5月まで続き、西側は大規模な空輸作戦によって西ベルリンへの補給を行った。

### 2つのドイツの誕生
1948年初頭、米英仏とベネルクス諸国はロンドンで会議を開き、ソ連占領地区を除いたトライゾーンのみで制憲会議を開き憲法を制定すること、新憲法下の新国家は占領下で成立した各州が強力な権限を持つ連邦国家となり中央集権制はとらないことなどを取り決めるロンドン勧告を採択した。1948年7月1日、フランクフルトに集められた各州首相に対して米英仏占領当局より憲法制定にかかわる「フランクフルト文書」が手交された。大筋では新憲法制定はこの方向で進んだものの、ドイツ各州と州民は占領当局によって示された方針には反発し、「基本法」という名の暫定憲法を制定するための「議会評議会」（Parlamentarischer Rat）を開くことで占領軍と妥結した。
各州代表からなる議会評議会は1948年9月1日に発足し、占領当局と激しく対立しながら基本法の案を固め、最終的には占領当局も早急に西ドイツ国家を発足させるためにこの案を認めた。新国家の暫定首都については、議会評議会の多数派や米軍占領当局は候補都市の中でもフランクフルトを好んだが、議会評議会の議長コンラート・アデナウアーは大都市であるフランクフルトを首都とすれば恒久的首都として定着してしまい、東西統一とベルリンへの政府移転の機運が失われるとして、断固としてボンを推薦し、結局これが通ることになった。
一方ソ連占領当局は、1947年12月よりドイツ社会主義統一党（SED）主導の下でベルリンに東西ドイツ各地からの代表を招いてドイツ人民会議（Deutscher Volkskongress）を開催し新ドイツ政府の発足への機運を高めようとした。米英による占領体制、トライゾーンでの憲法制定の動き、マーシャル・プランなどに反対する決議を行いドイツ統一へのキャンペーンを張ったが、ソ連とは独立した独自の社会主義体制づくりの方針は次第にソ連占領当局に否定されるようになった。1948年3月の第二回ドイツ人民会議ではドイツ人民評議会が形成され、SEDが1946年に示した憲法案に基づく東側独自の憲法の策定に入った。このドイツ民主共和国憲法案は1949年5月の第三回ドイツ人民会議で採択され、西とは違うドイツ国家の形成が進んだ。
1949年5月、西側3か国の占領区域にはドイツ連邦共和国（西ドイツ）が、またソ連占領区域にも西側諸国に倣い1949年10月にドイツ民主共和国（東ドイツ）が、それぞれ設立された。西側においては1949年5月、連邦共和国創設時に軍政府長官が連合国高等弁務官と交代し、その権限は軍政府以上大使以下とされた。西ドイツが主権回復宣言を行った1955年5月5日、西側の占領は公式に終了、各国高等弁務官は各国大使に変更となった。
同様の状況は東ドイツ側にも発生した。10月10日ソ連軍政当局は「ソ連監督委員会」と交代し、1949年11月11日までは限定的統治権は与えられなかったものの、10月7日にドイツ民主共和国（東ドイツ）が設立された。1953年3月のヨシフ・スターリンの死後の5月28日、ソ連監督委員会は高等弁務官事務所に置き換えられた。1955年9月20日、東ドイツとソ連間で条約が結ばれると、高等弁務官事務所は撤廃され、主権全般が東ドイツに返された。また、1956年にはザールにおいて国民投票が行われて連邦共和国（西側）加入を選択、ザールは1957年1月1日にザールラント州として連邦共和国に加入することになった。
なお、1955年の両ドイツへの主権全般の返還にもかかわらず、1990年に統一ドイツが誕生するまで完全な主権回復はなされなかった。事実上の「ドイツ国」と連合国との講和条約に相当するドイツ最終規定条約（俗に「2＋4条約」とも言われる）が1991年3月15日に全ての関係国によって批准・締結されて、はじめて完全な主権回復が成された。
また、西ベルリン市は正式には西ドイツ領ではなく、公式には1990年10月のドイツ統一まで連合国の軍政下にあった。初期に西側連合国が占領していた3区域は統合し西ベルリンとなり、ソ連占領区域は東ベルリンとされたが、ベルリン市の東部（東ベルリン）については、西側諸国がドイツ民主共和国を正式な国家として認めていない間にも、東ドイツの首都とされていた。

## 区域別の情勢

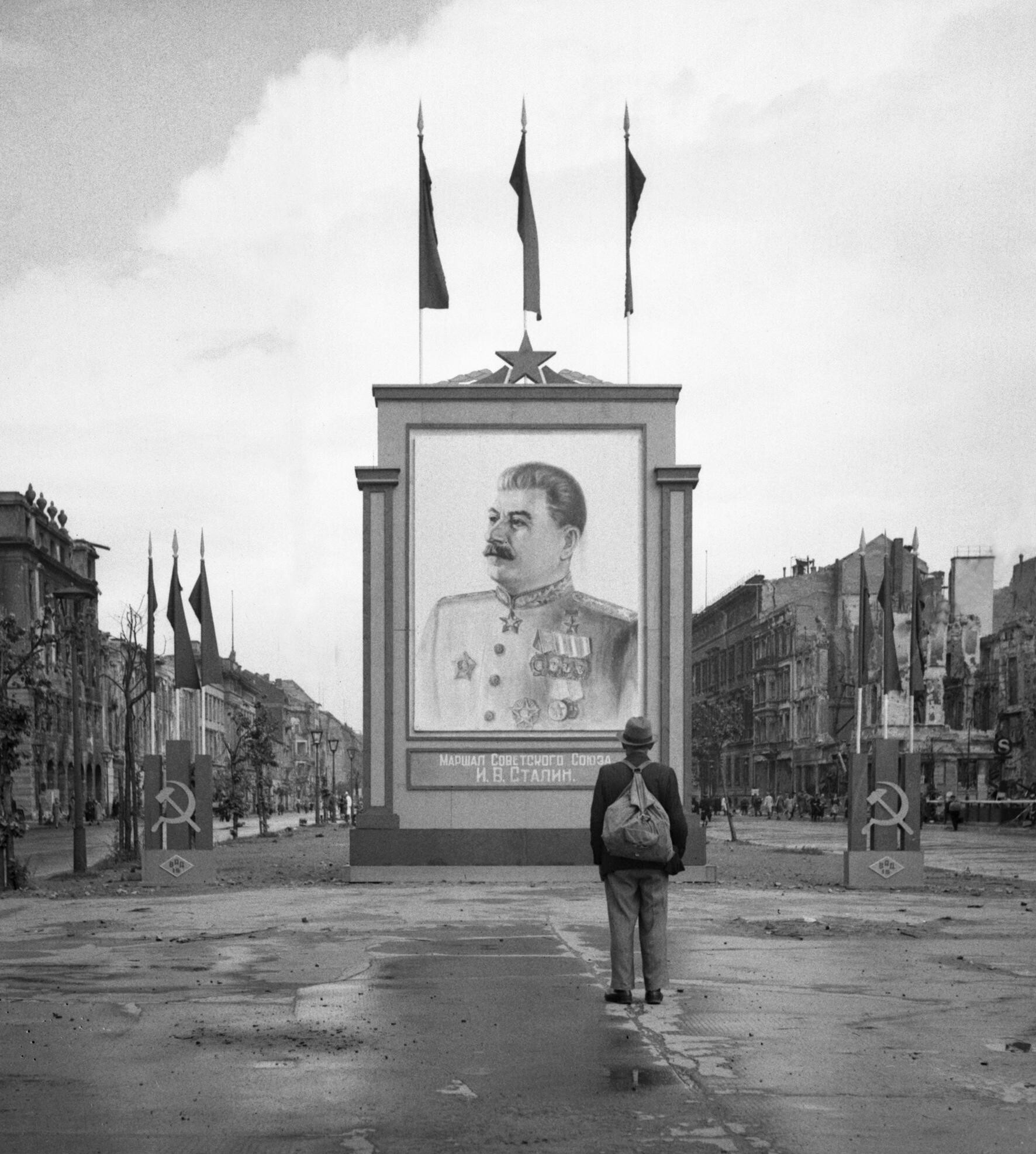
ベルリン都心のウンター・デン・リンデンに設置された指導者スターリンの肖像

### ソ連占領区域
ソ連占領区域はテューリンゲン州、ザクセン州、ザクセン＝アンハルト州、メクレンブルク州（メクレンブルク＝フォアポンメルン州）、ブランデンブルク州が盛り込まれた。在独ソ連軍政府（SMAD）はベルリンのカールスホルストに置かれた。ソ連占領地のうち、ドイツ東部はソ連とポーランドに併合されることが連合国によって決定され、ケーニヒスベルクはソ連領カリーニングラードとなり、東プロシア、東ポメラニア、東ブランデンブルク、シレジアなどはポーランド西部領となった。これらの地域とヨーロッパ諸国に居住していたドイツ人・ドイツ系住民1,200万人の追放が行われ、その過程で200万人が死亡した。

### アメリカ占領区域
アメリカ軍占領区域は南部ドイツ、現在のバーデン＝ヴュルテンベルク州北部、バイエルン州とヘッセン州であった。また、南部と同様に自由都市ブレーメン（ヴェーザー川右岸）とブレーマーハーフェン（ヴェーザー川河口で北海に面する）などの港湾都市は北ドイツに橋頭堡を持ちたいとアメリカが要求したため、アメリカ管理下に置かれた。米国ドイツ軍政庁 (OMGUS) はフランクフルト・アム・マインにある化学会社IG・ファルベン社ビルの正面に置かれた。

### イギリス占領区域
イギリス軍が終戦時に所持していた占領区域のうち、ハノーファー州のヌーホフ、自由州ブラウンシュヴァイクに存在した飛び地、その他の小区域はソ連に譲られた。駐留域においてイギリス軍政当局はハンブルク（ナチスが1937年の大ハンブルク法で境界を変更）の境界を元に戻し、シュレースヴィヒ＝ホルシュタイン州（1946年、プロイセン自由州の同名地区から形成された）、ニーダーザクセン州（1946年、プロイセン自由州のハノーファー州とブラウンシュヴァイク、オルデンブルク、シャウムブルク＝リッペの各自由州を合併させた）、ノルトライン＝ヴェストファーレン州（1946年～1947年の間に、リッペ自由州とプロイセン州のラインラント、ヴェストファーレンから形成、ただしラインラントの北部、南部はフランスが駐留した）をそれぞれ設立した。
ただし、1947年、ブレーメンはアメリカ占領下に移動したので、イギリス占領区内の飛び地となった。イギリス軍政当局はバート・エーンハウゼンに置かれた。

### フランス占領区域
フランスは連合国の有力な一員であったが、伝統的なドイツとの対立関係と、「フランスは軍事的貢献度が少ない」というスターリンの反対意見により、最初は駐屯の予定がなかった。しかし、結局、アメリカ、イギリス両国がフランス国境に面した、隣接しない2つの小さな区域をフランスに割り振ることに同意した。フランス軍政当局はバーデン＝バーデンに置かれた。
フランスは大戦中からドイツの弱体化を強く主張しており、1946年に発表したモネ・プランはドイツ重工業の発展阻害とフランス重工業再建のための資源供給を意図し、ライン川以西のドイツ領内を統制しようと試みた。また、ルール地方の国際管理、ラインラントの併合なども主張している。さらにザールラントを自国に併合する要求を行っており、米英も容認する動きを見せたが、ソ連の強い反対で併合は実行されなかった。1945年7月にフランス軍はザールに進駐し、アメリカ軍から占領行政を引き継いでザール独自の軍政を開始した。1947年12月31日、ザールの軍政はいち早く終結し、フランスの軍司令官から権限を与えられた高等弁務官が統治を行う民政が敷かれた（ザール (フランス保護領)）。フランスはザールと関税同盟を締結し、フランスの経済圏にザールを吸収しようとした。

### ベルリン
1944年9月12日に欧州諮問委員会が採択した「ドイツ占領および大ベルリン管理に関する合意議定書」と11月14日の修正協定により、481平方キロメートルに及ぶベルリン市区域は連合国四カ国による分割占領と、四カ国軍司令官によって構成される連合国統治機関による統治が決定された。当時ベルリンはソ連軍の占領下にあり、米英仏の三国軍がベルリンに入ったのは1945年7月3日から4日にかけてのことであった。
1946年8月13日、大ベルリン市の暫定憲法が連合国管理理事会に承認され、10月20日に市議会選挙が行われ、ドイツ社会民主党が44.6％の票を獲得して第一党となった。

### 割譲地域
オーデル・ナイセ線以東の旧ドイツ東部領土（ポメラニア、ノイマルク、シレジア、東プロイセン）はポーランド共和国、およびソ連に割譲され、東プロイセン北部はロシア連邦共和国のカリーニングラード州の一部として、クライペダ（ドイツ語：メーメル）とその周辺領域はリトアニア・ソビエト社会主義共和国に割譲された。結局、欧州大戦中、ドイツによって併合されたフランス、ベルギー、ルクセンブルク、デンマーク、オーストリア、チェコスロバキア、ポーランド、およびリトアニアの各領土は、大戦前の状態に復帰、もしくはソ連領土とされた。

## 占領下の問題

### 非ナチ化
連合国管理理事会の任務の一つに戦争犯罪人の裁判（非ナチ化）があり、ナチ党指導部・親衛隊の成員が各地で逮捕された。1945年12月までに10万人以上のドイツ人が安全上の理由と国際軍事法廷で裁かれるために抑留された。

### 食糧問題
占領初期に実施されていた「JCS1067」（統合参謀本部命令1067号）がアメリカ占領軍当局からドイツ国民に対する一切の支援を禁じていたこともあり、占領下ドイツでの食料事情はかなり悪く、1946年春までアメリカ占領区域での1日あたり割り当て食料は公式には1,275キロカロリー（幾分かの地区は最低で700キロカロリーと考えられる）でしかなかった。このため、幾分かのアメリカ軍兵士がこの絶望的な状況で、「fra bait」（fraはフランクフルトのIATAコード、baitは餌のこと）として知られる軍から与えられる食料とタバコ（闇市では通貨として使用されていた）を使用して個人的利益を得た。一部のアメリカ軍兵士の中にはこの状況を利用してドイツ人少女に肉体関係を要求するものも現れたが、その結果として生まれた子をかかえたドイツ人シングルマザーに対する手当ての支給は行われなかった。

### 私生児問題
1950-1955年の間に連合国管理理事会は子どもの認知およびその生活費の支払いを請求する訴訟を禁止した。その後、この方針は撤回されたが、西ドイツ法廷はアメリカ軍兵士を裁くことはほとんどできなかった。アメリカ兵士との間に生まれた子どものうち、約3パーセントがアフリカ系アメリカ兵との子どもであり、アメリカ軍兵士が責任を取るつもりのあった場合でも1948年までアメリカ軍内にあった異人種間婚姻禁止規則のために認められず、俗に「Negermischlinge」（黒人混血児）と呼ばれた子どもは特に悲惨であった。
また、初期には「敵を援助する」という観点からアメリカ軍兵士がそれらの子供たちを認知、手当てを支給することも許されなかった。後に1946年1月に白人アメリカ軍兵士とオーストリア女性間の結婚が認められ、1946年12月にはドイツ人女性との結婚が認められるようになった。
なお、イギリスにおいてはそこまで厳しくなく、フランス、ソ連についてはもっと緩やかであった。

### 難民問題
ポツダム会談で決定されたポツダム協定により、ドイツ人はポーランド、チェコスロバキア、ハンガリーから追放されることが決まっていた。ハンガリーはこの協定に抵抗しようとしたが、ソ連の圧力に屈した。数百万のドイツ人が東プロイセン、ポーランド、チェコスロバキア、ハンガリーなどから強制労働には使役されることなく、追放された。彼らはポツダム協定によってドイツへ移住することが決められていたため、連合国占領域（イギリス、アメリカ、ソビエト）に送られ、長期の難民生活を余儀なくされた。
また、その追放や引揚者とは別にソ連の「対独賠償請求」の一環として強制連行され、強制労働に従事させられたドイツ民間人も約90万人存在した。彼らの多くは東プロイセンに居住する人々であった。その民間人の約45パーセントが連行中に死亡、ドイツに帰国することはなかった。
フランスはポツダム会議および同協定には参加できず、協定の一部を承認するに留まり、戦後のドイツ人追放者の問題にはフランスがドイツ人追放を否認したという立場を維持したので、フランス占領域に存在する国外追放者を扶養することに責任を負わなかった。1947年7月にフランス軍が駐留するまでに存在した少数の避難民については面倒を見たが、それ以外に東側から来た追放者をフランス軍駐留域に入れることは拒否した。1945年2月から5月にかけてデンマークに避難していたドイツ人難民25万人をフランス軍政府は1946年12月に受け入れたが、これはあきらかに東部からの避難民であった。
その後、アメリカのマーシャル・プランによるドイツ占領計画の変更により、難民たちは徐々に救済され、1949年4月、「被追放ドイツ人中央連合会」(ZvD) を設立、後に「被追放者連盟-統一郷土人会・郷土連盟」(BdV) に発展した。また、1949年9月に発足したアデナウアー政権では、難民救済を主目的とした「難民省」が設立され難民救済を行った。
1946年10月29日付けの占領地における人口（ザールラント除く）
| 地区             | 面積 (km²) | 人口       | 人口密度 （1 km²辺り） |
| ---------------- | ---------- | ---------- | ---------------------- |
| ベルリン         | 890        | 3,199,938  | 3.595                  |
| アメリカ占領地域 | 107,459    | 17,254.945 | 161                    |
| イギリス占領地域 | 97,722     | 22,305,027 | 228                    |
| フランス占領地域 | 40,216     | 5,063,630  | 126                    |
| ソ連占領地域     | 107,173    | 17,313,734 | 162                    |
| ドイツ全体       | 353,460    | 65,137,274 | 184                    |

## 軍政府長官および弁務官

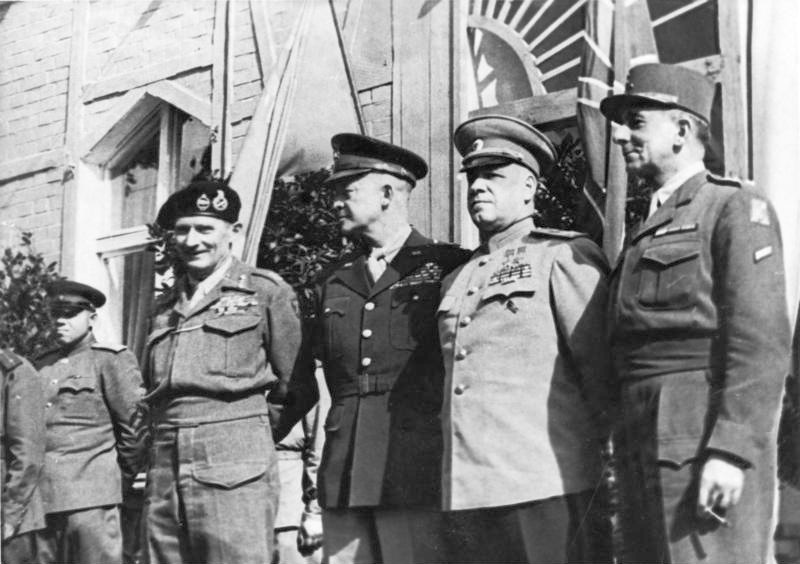
各占領軍の最高司令官。左からモントゴメリー、アイゼンハワー、ジューコフ、ド・タシニ（1945年6月5日、ベルリン）

### イギリス占領区域

#### 軍政府
- 1945年5月22日 - 1946年4月30日：バーナード・モントゴメリー陸軍元帥
- 1946年5月1日 - 1947年10月31日：ショルト・ダグラス（英語版）空軍元帥
- 1947年11月1日 - 1949年9月21日：ブライアン・ロバートソン（英語版）陸軍大将

#### 高等弁務官
- 1949年9月21日 - 1950年6月24日：ブライアン・ロバートソン
- 1950年6月24日 - 1953年9月29日：アイヴォーン・カークパトリック（英語版）
- 1953年9月29日 - 1955年5月5日：フレドリック・ミラー（英語版）

### フランス占領区域

#### フランス軍司令官
- 1945年5月 - 1945年7月：ジャン・ド・ラトル・ド・タシニ陸軍大将

#### 軍政府
- 1945年7月 - 1949年9月21日：マリー＝ピエール・ケーニグ陸軍大将

#### 高等弁務官
- 1949年9月21日 - 1955年5月5日：アンドレ・フランソワ＝ポンセ

### ソ連占領区域

#### ソビエト赤軍司令官
- 1945年4月 - 1945年6月9日：ゲオルギー・ジューコフ元帥

#### 軍政府
- 1945年6月9日 - 1946年4月10日：ゲオルギー・ジューコフ元帥
- 1946年4月10日 - 1949年3月29日：ワシーリー・ソコロフスキー元帥
- 1949年3月29日 - 1949年10月10日：ワシーリー・チュイコフ大将

#### 監督委員会
- 1949年10月10日 - 1953年5月28日：ワシーリー・チュイコフ大将

#### 高等弁務官
- 1953年5月28日 - 1954年7月16日：ウラジミール・セミョーノヴィッチ・セミョーノフ（英語版）
- 1954年7月16日 - 1955年9月20日：ゲオルギー・マクシモーヴィッチ・プーシキン（ロシア語版）

### アメリカ占領区域

#### 軍政府
- 1945年5月8日 - 1945年11月10日：ドワイト・D・アイゼンハワー
- 1945年11月11日 - 1945年11月25日：ジョージ・パットン（代行）
- 1945年11月26日 - 1947年1月5日：ジョセフ・T・マクナーニー（英語版）
- 1947年1月6日 - 1949年5月14日：ルシアス・D・クレイ（英語版）
- 1949年5月15日 - 1949年9月1日：クラレンス・R・ヒューブナー（英語版）（代行）

#### 高等弁務官
- 1949年9月2日 – 1952年8月1日：ジョン・J・マクロイ
- 1952年8月1日 – 1952年12月11日：ウォルター・J・ダネリィ
- 1952年12月11日 – 1953年2月10日：サミュエル・リーバー（代行）
- 1953年2月10日 – 1955年5月5日：ジェームズ・B・コーナント